# 大野茂男
大野 茂男（おおの しげお、1952年 - ）は、日本の生化学者、分子生物学者。学位は理学博士（東京大学、1980年）。横浜市立大学名誉教授、日本生化学会名誉会員。横浜市立大学医学部生化学第二講座初代教授、大学院医学研究科長、先端医科学研究センター初代センター長などを歴任した。シグナル伝達や細胞極性の分子メカニズムに関する研究で知られる。

## 概要
1980年代から2000年代にかけて、西塚泰美らが発見したタンパク質リン酸化酵素PKCの新しいアイソザイムを見出し、それらの酵素学的性質、シグナル経路、生理的機能などを明らかにした。
とくに1998年線虫の細胞分裂（非対称分裂）において、すでに細胞表層に非対称に局在することが知られていたPar3に、非典型PKC（aPKC）が共在することを新たに見出し、線虫において細胞極性が細胞内のシグナル伝達によって制御されている可能性を示した。さらに同年、哺乳類の上皮細胞においても、aPKCがASIP/Par3、Par6と複合体を形成し、細胞接着装置の裏打ち部位に局在することで、細胞極性化に必須の役割を果たしていることを世界に先駆けて報告した。
これらの一連の発見により、細胞極性シグナル伝達系aPKC-Par複合体が線虫から哺乳類まで保存されていることが示され、細胞極性における普遍的な分子メカニズムの解明に貢献した。

## 略歴
- 1952年 植物学者大野直枝の長男・直一郎の二男として生まれる。大叔父に大野守衛、曽祖父に河上謹一。[7]
- 1975年 東京大学教養学部基礎科学科卒業
- 1980年 東京大学大学院理学系研究科博士課程修了（指導教官：今堀和友） 理学博士　論文の題は「Studies on the structure and function of colicin E3(コリシンE3の構造と機能に関する研究)」[8]
- 1980年 癌研究会癌研究所生化学部嘱託研究員（谷口維紹らと共にインターフェロン[9][10][11]の研究に従事）
- 1983年 東京都臨床医学総合研究所遺伝情報研究部研究員（鈴木紘一らと共にカルパイン[12]、PKC[1][2] の研究に従事）
- 1984年 米国イェール大学生物学部へ留学
- 1991年 横浜市立大学医学部生化学第二講座初代教授
- 2003年 大学院重点化に伴い、横浜市立大学大学院医学研究科分子生物学教室主任教授
- 2005年 横浜市立大学大学院医学研究科長
- 2006年 横浜市立大学先端医科学研究センター長
- 2017年 定年退官、横浜市立大学名誉教授。第90回日本生化学会大会（ConBio 2017）の会頭を務めた[13]。

## 委員歴
日本生化学会が発行する学会誌Journal of Biochemistryの編集者を務めた。また、日本生化学会、日本分子生物学会、日本癌学会の役員、評議員などを歴任した。

## 受賞・表彰
- 1989年 日本生化学会奨励賞[14]
- 1991年 日本癌学会奨励賞[15]
- 2002年 木原記念財団学術賞 「細胞極性の制御に関わる普遍的な分子機構に関する研究」[16]

## 著書
- 『生化学』鈴木紘一編, 石浦章一, 榎森康文, 大隅萬里子, 大隅良典, 木南英紀, 室伏擴共著 東京化学同人 1997
- 『シグナル伝達 細胞運命と細胞機能を制御する仕組み』シリーズ・バイオサイエンスの新世紀, 西田栄介共編 共立出版 2001
- 『翻訳後修飾のプロテオミクス 質量分析装置を中心とした分析法の原理』平野久共編 講談社 2011

## エピソード
- 2016年ノーベル生理学・医学賞を受賞した大隅良典とは同じ今堀和友門下であり、親交を持つ。